# Augraben (Tollense)
Der Augraben ist ein kleiner Fluss in dem 2011 gebildeten Großkreis Mecklenburgische Seenplatte im Land Mecklenburg-Vorpommern. Er entspringt in Mecklenburg nahe Stavenhagen und mündet in Vorpommern bei Demmin in die Tollense, die dort wiederum selbst in die Peene mündet.

## Geografie
Von der Quelle im Gemeindegebiet von Ritzerow – sechs Kilometer südöstlich von Stavenhagen – erreicht der Augraben nach nicht ganz neuneinhalb Kilometern den Ivenacker See, der selbst eineinhalb Kilometer der Gewässerstrecke ausmacht. Von dort aus fließt er durch die Augrabenniederung weiter nach Norden.
Von Osten her – kurz vor Lindenberg – mündet in ihn der Mühlenborn genannte Abfluss des Tützer Sees. Wegen der Vereinigung mit einem kleinen Bach aus Altenhagen trägt er in seinem Verlauf zwei verschiedene Gewässernummern.
Von Beggerow aus hat sich der Augraben in ein etwa 20 m tiefes Tal eingegraben. Hier bekommt er von Osten her seinen größten Zufluss, den Strehlower Bach. Bald danach steht an seinem Ufer die alte Leistenower Wassermühle. Bei Zachariae endet das Kerbtal.
Weniger als einen Kilometer südöstlich vom Bahnhof Demmin mündet der Augraben in die Tollense. Von dieser Stelle aus nur ein kurzes Stück weiter (2,7 Flusskilometer) mündet die Tollense selbst dann schon in die Peene.

## Ökologie
Seit 2010 werden auch mit Mitteln der EU alte Wehre und Staustufen durch langgezogene flache Fischtreppen ersetzt. Diese waren für Fische und Krebse bisher nahezu unüberwindbare künstliche Hindernisse. Nahezu im gesamten Verlauf ist der Fluss unbefestigt geblieben. So blieb sein natürlicher Charakter erhalten. Seit 2008 haben sich besonders im Oberlauf vereinzelt Biber angesiedelt, die sich weiter ausbreiten. Weil sie in einigen Bereichen ungestört sind, werden sie den Fluss dort nach und nach aufstauen und verbreitern.
In seinem Unterlauf ist der Augraben Bestandteil des FFH-Gebietes Tollensetal mit Zuflüssen.

## Geschichte
Über viele Jahrhunderte war der Augraben in seinem Ursprungsgebiet bei Ivenack zugleich auch der Grenzfluss zwischen Mecklenburg und der preußischen Provinz Pommern.
|  |

|  |

|  |

|  |